# Гранитово (Видинская область)
Гранитово (болг. Гранитово) — село в Болгарии. Находится в Видинской области, входит в общину Белоградчик. Население составляет 61 человек.

## Политическая ситуация
Кмет (мэр) общины Белоградчик — Емил Евгениев Цанков (независимый) по результатам выборов.